# 2010-es Cafés do Brasil Indy 300
A 2010-es Firestone Indy 300 volt a 2010-es Izod IndyCar Series szezon tizenhetedik egyben utolsó futama. A versenyt 2010. október 2-án rendezték meg a Floridában található Homestead-Miami Speedway-en. A versenyt az Versus közvetítette.

## Nevezési lista
| Csapat                     | Első pilóta | Első pilóta         | Második pilóta | Második pilóta     | Harmadik pilóta | Harmadik pilóta | Negyedik pilóta | Negyedik pilóta  |
| -------------------------- | ----------- | ------------------- | -------------- | ------------------ | --------------- | --------------- | --------------- | ---------------- |
| de Ferran Dragon Racing    | 2           | Raphael Matos       |                |                    |                 |                 |                 |                  |
| Team Penske                | 3           | Hélio Castroneves   | 6              | Ryan Briscoe       | 12              | Will Power      |                 |                  |
| Panther Racing             | 4           | Dan Wheldon         | 20             | Ed Carpenter       |                 |                 |                 |                  |
| KV Racing Technology       | 5           | Szató Takuma        | 8              | E.J. Viso          | 32              | Mario Moraes    |                 |                  |
| Andretti Autosport         | 7           | Danica Patrick      | 11             | Tony Kanaan        | 26              | Marco Andretti  | 37              | Ryan Hunter-Reay |
| Target Chip Ganassi Racing | 9           | Scott Dixon         | 10             | Dario Franchitti   |                 |                 |                 |                  |
| A.J. Foyt Enterprises      | 14          | Vitor Meira         |                |                    |                 |                 |                 |                  |
| Dale Coyne Racing          | 18          | Milka Duno          | 19             | Alex Lloyd         |                 |                 |                 |                  |
| Dreyer & Reinbold Racing   | 22          | Justin Wilson       | 24             | Ana Beatriz        |                 |                 |                 |                  |
| Conquest Racing            | 34          | Bertrand Baguette   | 36             | Sebastian Saavedra |                 |                 |                 |                  |
| Sarah Fisher Racing        | 67          | Sarah Fisher        |                |                    |                 |                 |                 |                  |
| FAZZT Race Team            | 77          | Alex Tagliani       |                |                    |                 |                 |                 |                  |
| HVM Racing                 | 78          | Simona De Silvestro |                |                    |                 |                 |                 |                  |
| Newman/Haas Racing         | 02          | Graham Rahal        | 06             | Mutó Hideki        |                 |                 |                 |                  |

## Rajtfelállás
| Rajtsor | Belső ív | Belső ív            | Külső ív | Külső ív           |
| ------- | -------- | ------------------- | -------- | ------------------ |
| 1       | 10       | Dario Franchitti    | 9        | Scott Dixon        |
| 2       | 12       | Will Power          | 6        | Ryan Briscoe       |
| 3       | 4        | Dan Wheldon         | 22       | Justin Wilson      |
| 4       | 20       | Ed Carpenter        | 11       | Tony Kanaan        |
| 5       | 5        | Szató Takuma        | 3        | Hélio Castroneves  |
| 6       | 7        | Danica Patrick      | 8        | E.J. Viso          |
| 7       | 32       | Mario Moraes        | 34       | Bertrand Baguette  |
| 8       | 24       | Ana Beatriz         | 26       | Marco Andretti     |
| 9       | 67       | Sarah Fisher        | 02       | Graham Rahal       |
| 10      | 77       | Alex Tagliani       | 37       | Ryan Hunter-Reay   |
| 11      | 14       | Vitor Meira         | 19       | Alex Lloyd         |
| 12      | 2        | Raphael Matos       | 36       | Sebastian Saavedra |
| 13      | 78       | Simona De Silvestro | 06       | Mutó Hideki        |
| 14      | 18       | Milka Duno          |          |                    |

### Verseny
| Pozíció | #  | Pilóta                  | Csapat                     | Futott kör | Idő/Kiesés oka | Pont |
| ------- | -- | ----------------------- | -------------------------- | ---------- | -------------- | ---- |
| 1.      | 9  | Scott Dixon             | Target Chip Ganassi Racing | 200        | 1:52:08.5580   | 50   |
| 2.      | 7  | Danica Patrick          | Andretti Autosport         | 200        | +2.7687        | 40   |
| 3.      | 11 | Tony Kanaan             | Andretti Autosport         | 200        | +2.7798        | 35   |
| 4.      | 6  | Ryan Briscoe            | Team Penske                | 200        | +3.8827        | 32   |
| 5.      | 3  | Hélio Castroneves       | Team Penske                | 200        | +5.3324        | 30   |
| 6.      | 14 | Vitor Meira             | A.J. Foyt Enterprises      | 200        | +7.2126        | 28   |
| 7.      | 26 | Marco Andretti          | Andretti Autosport         | 200        | +8.3637        | 26   |
| 8.      | 10 | Dario Franchitti        | Target Chip Ganassi Racing | 200        | +11.1401       | 27   |
| 9.      | 4  | Dan Wheldon             | Panther Racing             | 200        | +22.2521       | 22   |
| 10.     | 02 | Graham Rahal            | Newman/Haas Racing         | 199        | +1 Kör         | 20   |
| 11.     | 37 | Ryan Hunter-Reay        | Andretti Autosport         | 199        | +1 Kör         | 19   |
| 12.     | 19 | Alex Lloyd (R)          | Dale Coyne Racing          | 199        | +1 Kör         | 18   |
| 13.     | 20 | Ed Carpenter            | Panther Racing             | 199        | +1 Kör         | 17   |
| 14.     | 77 | Alex Tagliani           | FAZZT Race Team            | 199        | +1 Kör         | 16   |
| 15.     | 34 | Bertrand Baguette (R)   | Conquest Racing            | 199        | +1 Kör         | 15   |
| 16.     | 36 | Sebastian Saavedra (R)  | Conquest Racing            | 199        | +1 Kör         | 14   |
| 17.     | 2  | Raphael Matos           | de Ferran Dragon Racing    | 199        | +1 Kör         | 13   |
| 18.     | 5  | Szató Takuma (R)        | KV Racing Technology       | 199        | +1 Kör         | 12   |
| 19.     | 8  | E.J. Viso               | KV Racing Technology       | 198        | +2 Kör         | 12   |
| 20.     | 06 | Mutó Hideki             | Newman/Haas Racing         | 198        | +2 Kör         | 12   |
| 21.     | 22 | Justin Wilson           | Dreyer & Reinbold Racing   | 198        | +2 Kör         | 12   |
| 22.     | 67 | Sarah Fisher            | Sarah Fisher Racing        | 197        | +3 Kör         | 12   |
| 23.     | 78 | Simona de Silvestro (R) | HVM Racing                 | 197        | +3 Kör         | 12   |
| 24.     | 18 | Milka Duno              | Dale Coyne Racing          | 170        | Vezetői hiba   | 12   |
| 25.     | 12 | Will Power              | Team Penske                | 143        | Vezetői hiba   | 10   |
| 26.     | 24 | Ana Beatriz (R)         | Dreyer & Reinbold Racing   | 42         | Vezetői hiba   | 10   |
| 27.     | 32 | Mario Moraes            | KV Racing Technology       | 25         | Műszaki hiba   | 10   |